# Fiat AS.3
La Fiat AS.3 est un moteur d'avion italien en V, 12 cylindres, refroidi par liquide conçu et construit dans le milieu des années 1920 par Fiat Aviazione en particulier pour la Coupe Schneider de 1927.

## Conception et développement
Le moteur AS.3 était un développement par augmentation de l'alésage et de la course du moteur Fiat AS.2 développé pour la coupe Schneider de 1927 qui devait se tenir à Venise. En dépit de l'augmentation de la cylindrée le moteur gardait la même hauteur et la même surface frontale que l'AS.2, grâce au raccourcissement des bielles. Deux avions motorisés par des AS.3 arrivèrent en seconde place à la course de 1927, l'avion vainqueur étant un Supermarine S.5 motorisé par un Napier Lion. Le moteur AS.3 fut encore utilisé durant la coupe Schneider de 1929, finissant de nouveau à la seconde place.

## Applications
- Macchi M.52

## Spécifications (AS.3)

### Caractéristiques Générales
- Type : moteur 12 cylindres en V
- Alésage : 145 mm
- Course : 175 mm
- Cylindrée : 34.6 litres
- Largeur : 720 mm
- Hauteur : 850 mm
- Poids à vide : 423 kg

### Composants
- Soupapes : Deux à l'admission et deux à l’échappement pour chaque cylindres
- Alimentation: Carburateur
- Carburant : Essence aviation
- Refroidissement : Liquide

### Performance
- Puissance de sortie : 1,000 ch (746 kW) à 2,400 tr/min
- Taux de compression : 6.7:1
- Rapport puissance/poids : 1.76 kW/kg (1 cv/lb)